# Ocrisiona yakatunyae
Ocrisiona yakatunyae là một loài nhện trong họ Salticidae.
Loài này thuộc chi Ocrisiona. Ocrisiona yakatunyae được Marek Żabka miêu tả năm 1990.